# Diaptomus bogalusensis
Diaptomus bogalusensis är en kräftdjursart som beskrevs av M. S. Wilson och Moor 1953. Diaptomus bogalusensis ingår i släktet Diaptomus och familjen Diaptomidae. Inga underarter finns listade i Catalogue of Life.